# Parachalastinus nigrescens
Parachalastinus nigrescens là một loài bọ cánh cứng trong họ Cerambycidae.